# 수학사

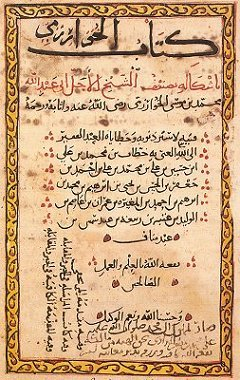
820년경 출판된 콰리즈미의 증보판 산술 개론

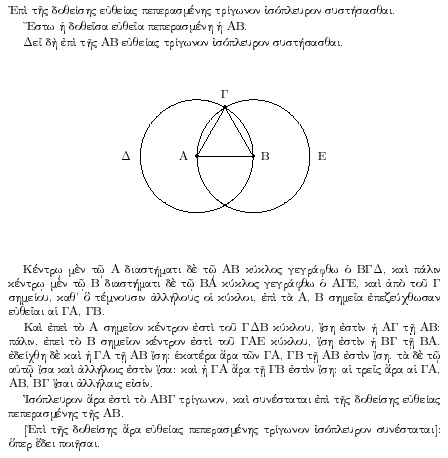
역사상 가장 영향력 있는 수학책 유클리드의 원론 (기원전 3세기경)에 실린 증명.

세계 지역별 숫자 표기

수학사(數學史, 영어: history of mathematics)는 수학의 변천과 발달에 관한 역사를 연구하는 학문이다. 과거의 수학적 방법과 용어 및 표기법에 대해서도 연구한다. 수학의 역사는 인류의 역사와 더불어 시작되었다고 할 만큼 오래 되었다. 교역 · 분배 · 과세 등 인류의 사회 생활에 필요한 모든 계산을 수학이 담당해 왔고, 농경생활에 필수적인 천문 관측과 역법, 토지의 측량 또한 수학이 직접적으로 관여한 분야이다. 고대에 수학을 크게 발전시킨 나라로는 이집트, 바빌로니아, 인도, 그리스, 중국 등이 있었다.
수학의 전 세계적인 확산이 이루어지기 전까지는 수학적 발전이 일부 지역에 국한되었다. 기원전 3000년 메소포타미아의 수메르, 아카드, 아시리아, 고대 이집트, 에블라의 레반트가 세금 징수와 상업, 무역을 목적으로 산수, 대수학, 기하학을 사용하였다. 가장 초기의 수학 문헌은  메소포타미아와 이집트의 플림톤 322 (기원전 2000-1900 경), 모스크바 파피루스 (기원전 1890년경), 린드 수학 파피루스 (기원전 1800년경), 술바 수트라스(기원전 800년경)이 있다. 이 문헌들은 이른바 피타고라스 수를 언급하기 때문에, 기본적인 산술과 기하 이후에는 피타고라스의 정리가 가장 오래되고 널리 퍼진 수학 발전이라고 추론되고 있다.
피타고라스 학파가 기원전 6세기에 고대 그리스어 μάθημα (mathema)에서 유래한 '교과목'을 의미하는 수학이라는 용어를 만들고, 비로소 수학이 실질적인 학문으로써 시작되었다. 고대 이집트와 바빌로니아의 수학으로부터 발전한 고대 그리스와 헬레니즘 시대의 수학은 연역적 추론과 증명에서 수학적 엄격성의 도입으로 방법을 크게 개선했고 수학의 주제를 넓혔다. 고대 로마인은 측량, 구조공학, 기계공학, 부기 (簿記), 음력, 태양력, 심지어는 예술과 공예에도 사용했다. 중국 수학자는 위치 기수법과 음수의 최초 사용으로 초기 공헌을 했다. 오늘날 전세계적으로 사용하는 아라비아 숫자와 그 운용법은 서기 1천년 동안 인도에서 발전하였고, 이슬람 수학자 아부 압둘라 무함마드 이븐 무사 알콰리즈미 (Muḥammad ibn Mūsā al-Khwārizmī)에 의해 서양으로 전파되었다. 이슬람 수학자들은 차례로 이들 문명에 알려진 수학을 발전시키고 확장시켰다.이러한 것들과는 동시대지만, 별개로 멕시코와 중앙아메리카의 마야 문명에서 발전한 수학에서 0의 개념은 마야 숫자에서 표준적 기호를 부여 받았다.
많은 그리스어, 아랍어 수학 문헌은 12세기부터 계속해서 라틴어로 번역되어, 중세 유럽에서 수학의 발전을 이룩하게 했다. 고대부터 중세까지 수학적 발견의 시기는 수세기의 침체가 있었다. 15세기 르네상스 이탈리아로부터 시작해서, 17세기 아이작 뉴턴과 고트프리트 빌헬름 라이프니츠의 미적분학의 발전의 획기적 업적을 포함한 새로운 수학적 발전, 과학적 발견과의 상호작용은 오늘날까지도 끊임없이 발전 속도를 증가하게끔 했다.

## 기원
수학은 인류의 역사와 더불어 시작되었다고 할 만큼 오래되었다. 선사 시대의 유적 중에는 문자가 없던 이 시기에 이미 별을 이용하여 측량을 하는 수학적인 지식이 있었음을 보여주는 그림이 남아있다. 2002년 고생물학자들은 남아프리카의 동굴에서 암석을 연구하다가 약 7만 년 전에 기하학적인 무늬를 새긴 돌을 발견하였다. 또한 아프리카 3만 5천 년 전에 제작된 것으로 추정되는 기초적인 셈이 표기된 유물을 발굴하기도 하였다.
선사시대의 유물 중에는 이상고 뼈와 같이 뼈나 돌에 28 - 30개의 줄을 새긴 것들이 있다. 이는 여성이 월경 주기를 계산하기 위해 표시한 것으로 보인다. 또한 사냥꾼이 자신이 잡은 동물의 수를 표시하기 위해 금을 새긴 것으로 보이는 유물도 발견된다.이상고 뼈는 1960년 콩고와 인접한 나일강 발원지 부근에서 발견되었다. 2만년 전에 만들어진 것으로 추정되는 이 뼈에는 소수를 이용한 고대 이집트의 구구법과 같은 수열이 새겨져 있다.

## 고대 (기원전 5000년~기원후 500년)
기원전 5천년 경 전왕조 시대의 이집트에서는 기하학을 이용하여 공간을 분할하기 시작하였다. 한편, 기원전 3천년경 만들어진 잉글랜드와 스코틀랜드의 거석 구조물에는 원, 타원, 피타고라스 수와 같은 수학적 지식이 사용되었다.
기원전 3000 ~ 2600년 경 고대 인도의 인더스 문명에서는 십진법을 이용한 도량법이 만들어져 비율과 함께 벽돌 건축 기술에 사용되었다. 인더스 문명의 건축가들은 자, 컴퍼스와 같은 기하학 도구를 사용하여 자신들의 도시를 설계하였다. 이로써 인더스 문명의 도시에는 직각으로 이루어진 도로가 놓이고 직육면체, 원기둥, 원뿔 등이 적용된 건물이 들어섰다. 인더스 문자가 아직 완전히 해독되지 않아 당시의 인도 수학은 일부만이 알려져 있다. 고고학적 연구결과에 따르면 인더스 문명은 팔진법을 이용한 기수법을 사용하였고 고유의 π 값을 사용하였다.
중국에서는 상나라 시기 거북 등에 그려진 그림과 같은 마방진이 알려져 있었다. 고대 중국의 대표적인 수학서는 산수서, 구장산술, 손자산경이다. 구장산술에서는 가우스 소거법, 손자산경에서는 중국인의 나머지 정리가 등장한다. 조충지(429년~500년)는 최초로 원주율을 소수점 7자리 까지 정확히 계산했고, 후대에 서양에서 카발리에리의 원리로 알려진 개념을 도입했다.

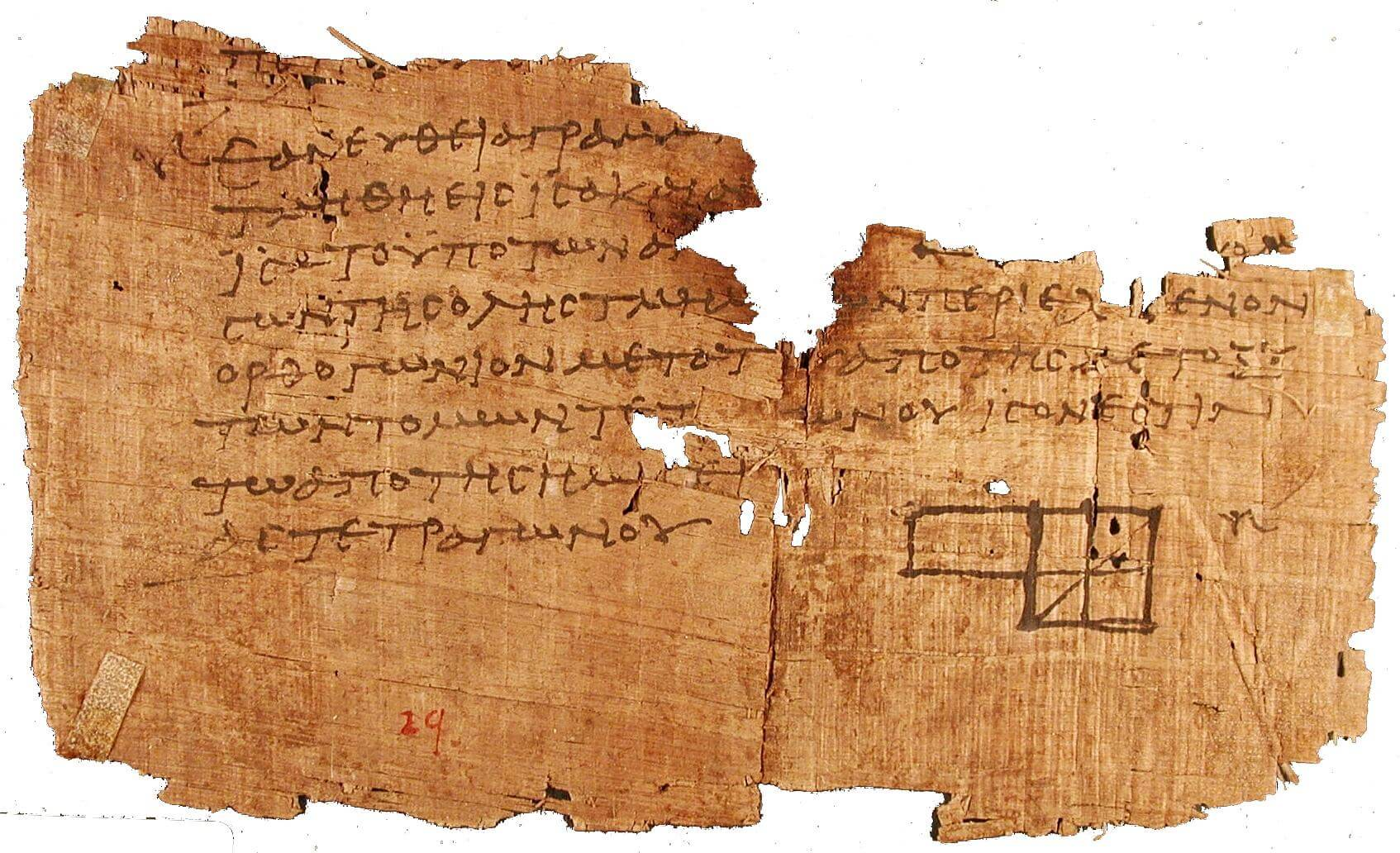
기원후 100년경 출간된 에우클레이데스의 《스토이케이아》 중 일부, 제2권 명제 5에 대해 서술하고 있다.

기원전 300년 경 알렉산드리아 시대의 그리스의 수학자 에우클레이데스(영어식 이름인 유클리드로 널리 알려져 있다.)가 그 이전의 저서와 연구를 집대성하여 《스토이케이아》를 지었다. 이것은 후세에 마테오리치(Matteo Ricci, 중국명은 利瑪竇, 1552~1610)의 구역(口譯)과 서광계(徐光啓, 1562~1633)의 집필에 힘입어 《기하원본》(幾何原本, 1607)이라고 한역된 일이 있는데, 내용은 도형뿐만 아니라 그리스식 방법에 따라 체계화된 교과서였다. 즉 제1권은 수직·평행 및 평행 4변형에서 피타고라스의 정리까지, 제2권은 2차방정식의 면적에 의한 해법, 제3권은 원과 호, 호에 대한 각, 제4권은 내외접 정다각형, 제5권은 비례론, 제6권은 비례론의 도형에의 응용, 제7권부터 제9권까지는 정수론, 제10권은 무리수론, 제11권부터 제13권까지는 입체기하학이다.
간단히 말하면 그리스의 정통적인 수학은 기하학과 정수론과 비례론이고, 대수는 기하학적으로 풀었던 것이다. 그리고 이것이 공리·정의·정리에 의하여 아주 논리적으로 진행되었는데, 그와 같이 체계화한 데는 플라톤에 의하는 바가 많다고 한다. 하기는 디오판토스는 기호를 사용해서 대수문제를 풀기는 했으나 그것은 예외적인 존재이다.

## 중세 (500년경 ~ 1400년)
중세 유럽 수학의 관심사는 근대의 수학자들과는 상당히 다른 것들에 의해 이루어졌다. 하나의 중요한 요소는 수학이 창조된 자연을 이해하기 위한 열쇠를 제공하는 것이라는 믿음으로, 플라톤의 《티마이오스》와 "신은 모든 것을 재고, 헤아리고, 알아서 처리한다."라는 성경 구절(외경 "지혜서" 11장 21절)이 그 근거로 제시되었다.

### 중세 초기 (500년경 ~ 1100년)
보에티우스는 산술과 기하학, 천문학 그리고 음악에 대한 학문을 기술하기 위해 "4학"이라는 용어를 만들면서, 수학을 교육 과정의 하나로 자리매김했다. 그는 유클리드의 "기하학"을 발췌한 총서의 하나인 니코마쿠스의 《산술 (De institutione musica)》을 번역하여 《산수입문 (De institutione arithmetica)》을 저술하였다. 그의 책들은 실용적이기보다는 오히려 이론적이었으며, 그리스와 아랍 수학 책들의 재등장 전까지 수학 연구의 기초였다.

### 미적분학의 발전
인도에서 미적분학의 기초가 다져졌다. 14세기 인도 수학자 마다바(Mādhava of Sañgamāgrama)와 케랄라 학파(Kerala school of astronomy and mathematics)가 테일러 급수, 무한급수의 근사법, 수렴에 대한 적분판정법, 미분의 초기형태, 비선형 방정식 풀이를 위한 방법, 곡선 아래부분이 차지하는 넓이가 적분값과 같다는 이론 등 미적분을 위한 많은 요소들을 기술하였다.

### 유럽 수학의 재탄생 (1100년 ~ 1400년)
12세기에, 유럽의 학자들은 과학의 아랍 문헌들을 찾으려고 스페인과 시칠리를 여행했는데, 여기에는 체스터의 로버트에 의해 라틴어로 번역된, 알 콰리즈미의 대수학(al-Jabr wa-al-Muqabilah)과 베스의 애덜라드와 카린티아의 헤르만 그리고 크레모나의 제라르드에 의해 여러 개의 판으로 번역된 유클리드 원론의 전체 문헌이 포함되어 있다.
이들의 새로운 원천들은 수학의 부흥을 불러일으켰다. 1202년에 쓰이고, 1254년에 수정된《계산판의 책》(Liber Abaci)에서, 레오나르도 피보나치는 유럽에서 에라토스테네스의 시대 이후 3천년 이상의 시간 차이를 두고, 처음으로 중요한 수학을 만들어 냈다. 그 작업은 유럽에 아라비아 수 체계를 도입하고, 많은 다른 수학 문제들을 논의한 것이었다. 14세기는 폭넓은 범위의 문제들을 탐구하기 위해 새로운 수학적 개념들이 발전했던 것으로 보인다. 수학 발전에 기여한 하나의 중요한 분야는 위치 이동의 분석에 관한 것이었다.
토마스 브래드워딘은 산술적 비율로 증가하는 속도(V)는 기하학적 비율로 증가하는 힘(F)과 저항(R)의 비율이라고 제안했다. 브래드워딘은 이를 특정한 일련의 예로써 표현했다. 그러나 그 당시에는 아직 로그 개념이 착상되지 않았지만, 나중에 오류로 밝혀진 그의 결론을 다음과 같이 써서 표현할 수 있다: V = log (F/R). 브래드워딘의 해석은 혼합된 의약품의 성분을 계량하기 위하여 알 킨디와 빌라노바의 아놀드가 사용했던 수학적 기교를, 하나의 다른 물리 문제에 모방한 하나의 예이다.

## 근대 유럽 수학 (1400년 ~ 1600년)
르네상스의 여명기에 유럽에서, 수학은 로마 숫자를 사용하는 불편한 기수법과 기호보다는 오히려 단어를 사용하여 관계를 표현하는 것 때문에 아직은 제한적이었다. : 즉 더하기 기호도, 같다라는 기호도, x라는 미지수도 사용되지 않았다.
16세기의 유럽 수학은, 오늘날 우리가 아는 한에서는 세계 어디에서도 전례가 없는 진전을 이루면서 시작되었다. 그 첫 번째는 삼차방정식의 일반적인 해법으로, 통상적으로 1510년경 스키피오 델 페로가 먼저라고 알려져있지만, 카르다노의 제자 로도비코 페라리에 의한 사차방정식에 대한 일반적 해법을 포함된, 뉘른베르크에서 요하네스 페트레이우스에 의해 첫 출판된 지롤라모 카르다노의 책, 아르스 마그나(Ars magna)이다.
인쇄술은 수학이 보급되는데 크게 기여하였다. 가장 처음 인쇄된 수학 책들은 1472년 포이에르 바하의 "행성에 관한 새로운 이론"이며, 다음에는 1478년의 상업 산수에 관한 책 트레비소 산수였고, 그리고 1482년 에르하르트 라트돌트에 의해 최초의 수학 책인 유클리드의 원론이 인쇄되고 출판되었다.
항해가 증가하고, 더 넓은 지역의 정확한 지도에 대한 요구가 커짐에 따라서, 삼각법은 수학에서 중요한 분야가 되었다. 바르톨로메오 피티스쿠스가 1595년에 삼각법(Trigonometria)이라는 책을 출판하면서 이 용어를 처음 사용하였다. 레기오몬타누스의 사인표와 코사인표가 1533년에 출판되었다.
세기말에, 레기오몬타누스(1436년 - 1476년)와 프랑수아 비에트(1540년 - 1603년) 등의 사람들 덕분에, 수학은 오늘날 사용되는 기수법과 크게 다르지 않은 형태의 인도-아랍 숫자를 사용하여 쓰였다.

## 17세기
일본 수학자 세키 다카카즈의 저서에 처음으로 베르누이 수와 행렬식이 등장한다. 또한 원주율을 10번째 자리까지 계산하였는데, 이 때 쓴 방법은 20세기에 에잇켄 델타 제곱법으로 알려진 방법과 동일하다.
17세기 초 네이피어는 로그계산법을 발표하였다. 이는 당시에 오래 걸리던 계산을 아주 빠르게 만들어 주었는데, 그 때문에 "천문학자의 수명을 2배로 늘려주었다."는 평가를 들을 정도였다. 또한 이와 독립적으로, 원뿔곡선을 연구하는 과정에서 적분형태인 자연로그가 연구되었다.《방법서설》을 지은 철학자 데카르트는 해석기하학의 창시자로 불후의 이름을 남기고 있다. 이것은 기하학을 대수학과 결부시켜 대수학적 방법으로 기하학적 성질을 탐구한다.피에르 드 페르마는 미분을 통해 극대 극소를 구하는 방법을 만들었다. 아이작 베로우, 제임스 그레고리 등은 미적분학의 기본정리를 증명하였다. 테일러 급수가 유럽에서 재발견 되었다. 뉴턴과 라이프니츠도 미적분학 정립에 기여하였다. 특히 라이프니츠가 고안한 미적분학 기호들이 오늘날에 많이 사용되고 있다. 그러나 이 시기에 미적분학을 설명하는 무한소라는 개념은 모호함으로 많은 비판을 받았다. 19세기에 현대적인 해석학이 등장하면서 무한소를 배제한 엄밀한 증명이 가능하게 되었다. 하지만 20세기에 실수체를 확대하여 무한대와 무한소 자체를 실수와 사칙 연산이 되도록 엄밀히 정의하는 방법이 나왔다. 이 수 체계를 초실수체라고 한다. 초실수를 기반으로하는 해석학을 비표준 해석학이라고 한다.

## 18세기
17세기에 창설된 해석학이 발전한 시대이다. 스위스의 베르누이 일가와 프랑스의 수학자들의 활약이 눈부시다. 베르누이의 제자인 오일러는 뛰어난 계산력과 독창력으로 해석학의 면목을 일신하였다. 그 외 오일러와 더불어 변분학을 창시한 라그랑주, 천체의 운동을 수학적으로 규명한 라플라스, 타원함수론의 선구자였던 르장드르, 화법기하학을 창시한 몽주가 있다.

## 19세기
19세기 내내 수학은 점점 추상화되었다. 이 시기의 탁월한 수학자로 가우스(1777년 ~ 1855년)가 있다. 그는 복소변수 함수와 기하학, 그리고 급수의 수렴 등에서 혁명적인 업적을 남겼다. 곡면에 대한 미분 기하학을 만들었다. 그는 대수학의 기본 정리와 이차 상호 법칙에 대해 처음으로 만족할 만한 증명을 얻었다.
이 세기에 유클리드 기하학의 평행선 공리가 더 이상 유지되지 않는다라는 2가지 형태의 비유클리드 기하학의 발전이 있었다. 러시아의 로바쳅스키와 그의 라이벌인 헝가리의 보여이는 각기 독립적으로 평행선의 유일성이 더 이상 유지되지 않는다라는 쌍곡기하학을 발견하였다. 이 기하학에서는 한 삼각형의 내각의 합이 180° 보다 작게 된다.
19세기 중반에 베른하르트 리만이 리만 기하학을 만들었다. 리만 기하학은 당시 알려진 비유클리드 기하학을 모두 포함하며, 리만 다양체라는 일반적인 대상을 다룬다.
19세기에는 추상대수학이 많이 등장하였다. 독일의 헤르만 그라스만은 선형 공간이라는 선형 대수의 핵심적 대상을 연구 하였다. 영국의 해밀턴은 사원수같은 비가환대수를 개발하였다.
노르웨이 수학자 아벨과 프랑스인 갈루아는 5차 이상의 다항 방정식을 푸는 더 이상의 일반적인 대수학적 해법은 없다라는 것을 증명했다. 다른 19세기의 수학자들은 이 증명을 이용하여 자와 컴퍼스만으로, 임의의 각도를 3등분 할 수 없다는 것, 주어진 입방체의 2배의 체적을 가지는 입방체를 구성할 수 없다는 것, 주어진 원의 면적과 똑같은 정사각형을 구성하지 못한다는 것을 증명하였다. 고대 그리스 시대 이래, 많은 수학자들이 이 문제들을 풀기 위해 헛되이 시도했었다.
아벨과 갈루아에 의한 다양한 다항 방정식의 해법에 대한 연구는, 군론 그리고 추상대수학에 관련된 분야의 더 나은 발전을 위한 토대를 쌓았다. 조제프 리우빌은 추상 대수를 통해 타원 적분같이 원시 함수가 초등함수로 표현이 안되는 경우들을 연구하였다. 이는 추상대수의 한 분야인 미분 대수의 서막이다.
영국 수학자 불은 곧이어 숫자를 단지 0과 1로 표현한, 현재 불 대수학이라고 불리는 것으로 전개된 대수학을 고안했다. 불 대수학은 수리 논리학의 시작점이고, 컴퓨터 과학에서 중요한 응용을 가진다.
코시 그리고 바이어슈트라스는 현대적인 해석학을 창시하였다.
19세기 말에 칸토어는 거의 모든 수학에서 공통의 언어가 되었고, 무한의 개념을 엄밀하게 다루는 것이 가능하게 된 집합론을 발명하였다. 칸토어의 집합론, 그리고 페아노, 브라우어르, 힐베르트, 러셀에 의한 수리 논리학의 출현은 수학의 기초에 관한 오랜 논쟁을 일으켰다.
19세기는 국가 단위의 수학 기관이 설립되었다: 1865년의 런던수학협회, 1872년의 프랑스수학협회, 1883년의 에든버러수학협회, 1884년의 팔레르모수학협회, 1888년의 미국 수학회.

## 20세기 ~ 현대
20세기 들어 수학은 전문적인 영역으로 들어섰다. 20세기 말에 이르러서는 수학 박사 학위자가 매년 수천 명씩 배출되었고, 교육과 산업 등의 영역에서 수학과 관련된 직업이 늘어났다.
1900년에 개최된 세계 수학자 대회에서 다비트 힐베르트는 20세기 수학계가 풀어야 할 가장 중요한 문제로 23개의 문제 목록을 제시하였다. 힐베르트 문제로 부르는 문제들은 수학의 여러 영역을 아우르며, 2025년 현재 10문제가 해결, 7문제가 부분 해결, 2문제가 미해결된 상태이다. 나머지 4문제는 해결 또는 미해결을 판별하기에는 질문이 모호하다.

20세기에 해결된 대표적인 문제인 4색 정리 문제

20세기에는 여러 역사적인 수학 문제들이 해결되었다. 1963년에는 연속체 가설이 체르멜로-프렝켈 집합론과 독립임이 쿠르트 괴델과 폴 코언에 의해 증명되었다. 1976년 볼프강 하켄과 케네스 아펠은 최초로 컴퓨터를 사용하여 4색 정리를 증명하였다. 1995년에는 페르마의 마지막 정리가 여러 수학자들의 노력 끝에 최종적으로 앤드루 와일스에 의해 증명되었다. 1998년에는  케플러의 추측이 증명되었다.

### 20세기 이후 해결된 난제
20세기에 증명된 난제의 예시는 아래와 같다.
- 소수 정리 증명(자크 아다마르, 드 라 발레푸생)
- 힐베르트 문제 7번 증명(1935, 겔폰드-슈나이더 정리로 불림)
- 소수 정리의 초등적 증명(1949, 셀베르그와 에어되시)
- 베유 추측의 유리성(1960), 함수 방정식(1965), 유한체 위의 아벨 다형체에 대한 리만가설(1974) 증명
- 연속체 가설 증명(1963)
- 힐베르트 문제 10번 증명(1970, 마티야세비치)
- 4색 문제(1976, 아펠과 하켄)
- 모델 추측(※증명 이후의 명칭은 팔팅스 정리)(1983, 팔팅스)
- 페르마의 마지막 정리(1995, 와일스)
- 케플러 추측(1998)

21세기에 증명된 난제의 예시는 아래와 같다.
- 기하화 추측(2003, 페렐만)
- 푸앵카레 추측(2003, 페렐만이 기하화 추측을 증명함으로써 따름 정리로 증명 )
- 세르 모듈러성 추측(2008)
- 약한 골드바흐의 추측(2013, 엘프고트)
- 에르되시 덧셈집합 추측(2018)

## 같이 보기
- 기하학사
- 논리사
- 수학사 연표
- 바르털 레인더르트 판데르바르던
- 영국방송공사